# Agave bracteosa
Espèce
Classification phylogénétique
Agave bracteosa est une espèce de plante du genre agave originaire d'Amérique du Nord.
Le nom anglais d'agave araignée provient de ces feuilles tombant vers le bas qui évoquent les pattes d'une araignée.